# Pitaru, Dâmbovița
Pitaru (în trecut Suța, Văcăreștii de Răstoacă) este un sat în comuna Potlogi din județul Dâmbovița, Muntenia, România.

## Personalități
- Nicolae Grigorescu (1838 - 1907), pictor.